# Sandeep Acharya

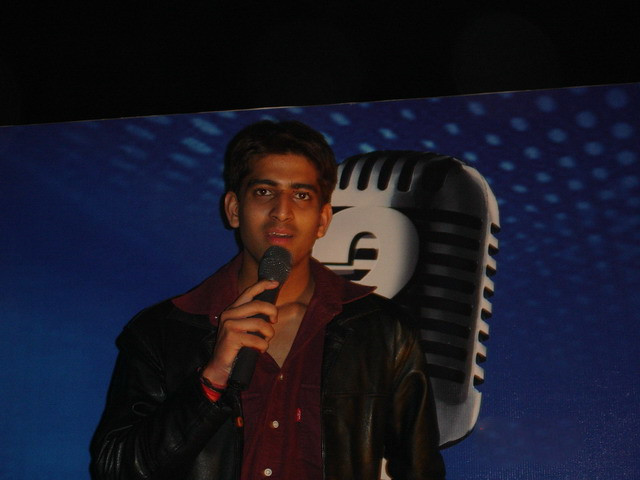
Sandeep Acharya tijdens een show in Ahmedabad in 2006

Sandeep Acharya (Bikaner, 4 februari 1984 – Gurgaon, 15 december 2013) was een Indiase zanger. Hij won in april 2006 de zangwedstrijd Indian Idol. De hoofdprijs was een platencontract met Sony BMG en een personenauto. Eerder was hij onder meer tweede in de Golden Voice of Rajasthan.
Zijn eerste album heet Mere Saath Saara Jahaan.
Hij overleed in december 2013 op 29-jarige leeftijd aan de gevolgen van geelzucht, in het Medanta Hospital in Gurgaon.

## Discografie (selectie)
- Mere Saathe Saara Jahaan, Sony, 2006